# Circuit d'Asmara 2016
La 2e édition du Circuit d'Asmara a eu lieu le 17 avril 2016. Elle fait partie du calendrier UCI Africa Tour 2016 en catégorie 1.2. La course est remportée par l'Érythréen Yonas Fissahaye en 3 h 12 min 52 s. Il est suivi dans le même temps par son compatriote Aklilu Gebrehiwet et à 28 s par son autre compatriote Dawit Haile. Trente-quatre coureurs terminent la course.

## Classement final
La course est remportée par l'Érythréen Yonas Fissahaye.
| \| Classement général \| Classement général \| Classement général \| Classement général \| Classement général \| \| Coureur \| Coureur \| Pays \| Équipe \| Temps \| \| ------------------ \| ------------------ \| ------------------ \| ------------------ \| ------------------ \| \| 1er \| Yonas Fissahaye \| Érythrée \| \| 3 h 12 min 52 s \| \| 2e \| Aklilu Gebrehiwet \| Érythrée \| \| + 0 s \| \| 3e \| Dawit Haile \| Érythrée \| \| + 28 s \| |                   |          |        |                 |
| |                   |          |        |                 |
| Sources : ProCyclingStats Cycling Archives |                   |          |        |                 |
| Classement général |                   |          |        |                 |
| Coureur | Coureur           | Pays     | Équipe | Temps           |
| 1er | Yonas Fissahaye   | Érythrée |        | 3 h 12 min 52 s |
| 2e | Aklilu Gebrehiwet | Érythrée |        | + 0 s           |
| 3e | Dawit Haile       | Érythrée |        | + 28 s          |